# Matt Hasselbeck
Matthew Michael „Matt“ Hasselbeck (* 25. September 1975 in Boulder, Colorado) ist ein ehemaliger US-amerikanischer American-Football-Spieler auf der Position des Quarterbacks. Er spielte in seiner Karriere für die Green Bay Packers, Seattle Seahawks, Tennessee Titans und Indianapolis Colts in der National Football League (NFL).

## Karriere
Hasselbeck besuchte die Xaverian Brothers High School in Westwood, Massachusetts. 1998 wurde er aus dem Boston College von den Green Bay Packers in der sechsten Runde des NFL Draft ausgewählt. Seine Profikarriere begann er bei den Packers, wo er als Ersatzspieler für Brett Favre spielte. Sein Debüt hatte er 1999. Er wurde am 2. März 2001 zu den Seattle Seahawks gegen einen noch zu wählenden Nachwuchsspieler aus dem Draft getauscht. Mit den Seahawks erreichte er 2005 den Super Bowl gegen die Pittsburgh Steelers, welcher aber mit 10:21 verloren ging. Nach zehn Saisons bei den Seahawks, in denen er mehrere Franchise-Rekorde aufstellte, wechselte er 2011 zu den Tennessee Titans. Nachdem er 2013 von den Titans entlassen worden war, unterschrieb er einen neuen Vertrag bei den Indianapolis Colts als Backup von Andrew Luck. Im Alter von 40 Jahren startete er 2015 für den verletzten Andrew Luck gegen die Jacksonville Jaguars, Houston Texans und Atlanta Falcons und konnte alle Partien siegreich gestalten.
Am 28. Februar 2016 wurde Hasselbeck von den Colts entlassen.
Am 9. März 2016 gab er bekannt, dass er seine Karriere beendet und in Zukunft als Experte für ESPN arbeiten wird.

## Privat
Hasselbeck ist der Sohn des ehemaligen New-England-Patriots-Tight-Ends Don Hasselbeck. Sein jüngerer Bruder, Tim Hasselbeck, war bis 2007 bei mehreren NFL-Teams Ersatz-Quarterback. Seine Schwägerin Elisabeth Hasselbeck ist Co-Moderatorin der amerikanischen Talkshow The View des Fernsehsenders ABC und war Teilnehmerin der Fernsehserie Survivor. Seine Tochter Annabelle Hasselbeck spielt Lacrosse am Boston College.
Hasselbeck bevorzugt es, von der Presse „Matthew“ genannt zu werden, woran sich bei Interviews allerdings viele nicht halten.